# 雷莫·鲁菲尼

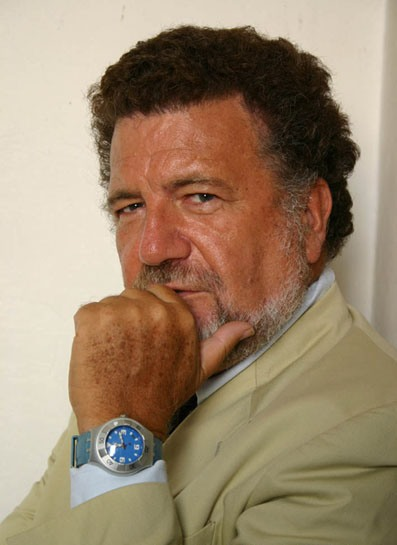
Remo Ruffini

雷蒙·鲁菲尼，1942年出生在法国。自 1978 年成为意大利罗马大学理论物理学教授。 他是国际相对论天物理中心创始人之一，担任国际相对论天物理中心网络所长。他发起由几所大学和研究所共同组织的国际相对论天物理博士学位课程，他兼任Erasmus Mundus IRAP博士学位委员会主席，致力于培养理论天体物理学家。

## 简历
于1966年获得学位之后，雷蒙·鲁菲尼前往德国 Mainz 科学院，跟随Pasqual Jordan 教授做博士后研究。 此后，成为普林斯顿高级研究所的成员，普林斯顿大学的助理教授。 1975年， 日本京都大学和西澳大利亚（珀斯）大学的访问教授。 1975-1978年,作为空间站科学应用组的成员，合作于NASA。1976年，成为意大利 卡塔尼亚 (Catania) 大学理论物理学教授，两年之后应聘为罗马 (Sapienza) 大学理论物理学教授。 多种科学期刊的编辑。1985年，当选为国际相对论天体物理中心所长。1984年，与阿卜杜勒·萨拉姆 (Abdus Salam) 一起创办了 Marcel Grossmann 系列会议。自1987 年，意-韩相对论天体物理会议组委会主席之一。1989-1993年，意大利国家航天管理局科学委员会主席。妻子 Anna Imponente，儿子Iacopo 。
雷蒙·鲁菲尼的理论研究工作导致玻色星的概念， 与John A.Wheeler的经典文章 第一次引入关于黑洞的天体物理概念。 和Demetrios Christodoulou 一起， 他研究黑洞的可逆和不可逆转化过程， 给出Kerr-Newmann黑洞的电荷，质量和角动量的关系式。 这些理论研究工作导致对我们星系里第一个黑洞的确认。
雷蒙·鲁菲尼和他的学生C.Rhoades， 给出了中子星质量的上限；和另一位学生Robert Leach， 用此上限以及Riccardo Giacconi研究小组的Uhuru卫星极佳数据  给出确认第一个黑洞 Cygnus X 的范例。 由于这些工作，雷蒙·鲁菲尼 1972 年获得纽约科学院的Cressy Morrison 嘉奖。 此外，雷蒙·鲁菲尼和他的学生Calzetti， Giavalisco， Song 以及Taraglio 一起研究了宇宙的分形体结构 (fractal structure) .
在黑洞物理学方面，雷蒙·鲁菲尼和合作者 T.Damour， 考虑Heisenberg-Euler-Schwinger电子对产生过程和区域(dyadosphere)。咖玛暴(Gamma-Ray Bursts)似乎就是这一电子对产生过程的天体物理观察证据，而这样电子对产生现象尝未被地球上的试验观测到，这似乎也是首次观测到黑洞能量释放过程。

## 著作
合著21部著作, 其中包括：
- R. Giacconi and R. Ruffini, eds. and co-authors "Physics and Astrophysics of Neutron Stars and Black Holes", LXXV E. Fermi Summer School, SIF and North Holland (1978), also translated into Russian.
- R. Gursky and R. Ruffini eds. and co-authors, "Neutron Stars, Black Holes and Binary X Ray Sources", H. Reidel (1975).
- H. Ohanian and R. Ruffini "Gravitation and Spacetime", W.W. Norton, N.Y. (1994) also Translated into Italian (Zanichelli, Bologna, 1997) and Korean (Shin Won, Seoul, 2001).
- R. Gursky-R. Ruffini Neutron Stars, Black Holes and Binary X Ray Sources, H. Reidel (1975)
- Bardeen-Carter-Gursky-Hawking-Novikov-Thorne-Ruffini Black holes, Ed. de Witt, Gordon and Breach, New York, 1973
- M. Rees-J.A. Wheeler-R. Ruffini Black Holes, Gravitational Waves and Cosmology, Gordon and Breach N.Y. 1974
- H. Sato-R. Ruffini Black Holes, Tokyo 1976
- L.Z. Fang-R. Ruffini Basic Concepts in Relativistic Astrophysics, Science Press, Beijing 1981
- F. Melchiorri-R. Ruffini Gamow Cosmology, North Holland Pub. Co., Amsterdam, 1986

## 嘉奖
- Cressy Morrison Award, from the New York Academy of Sciences (1972)
- Alfred P. Sloan Fellow Foundation (1974)
- Space Scientist of the Year (1992)